# Élections législatives de 1967 dans le Val-d'Oise
Les élections législatives françaises de 1967 se déroulent les 5 et 12 mars 1967.  Dans le département du Val-d'Oise, cinq députés sont à élire dans le cadre de cinq circonscriptions.

## Élus
| Circonscription | Député sortant     | Parti              | Parti              | Député élu ou réélu | Parti | Parti |
| --------------- | ------------------ | ------------------ | ------------------ | ------------------- | ----- | ----- |
| 1re             | Nouvellement créée | Nouvellement créée | Nouvellement créée | Michel Poniatowski  |       | RI    |
| 2e              | Nouvellement créée | Nouvellement créée | Nouvellement créée | Jacques Richard     |       | UD-Ve |
| 3e              | Nouvellement créée | Nouvellement créée | Nouvellement créée | Léon Feix           |       | PCF   |
| 4e              | Nouvellement créée | Nouvellement créée | Nouvellement créée | René Ribière        |       | UD-Ve |
| 5e              | Nouvellement créée | Nouvellement créée | Nouvellement créée | Henry Canacos       |       | PCF   |

## Résultats

### Résultats à l'échelle du département
| Parti          | Parti                                           | Premier tour | Premier tour | Second tour | Second tour | Sièges |
| Parti          | Parti                                           | Voix         | %            | Voix        | %           | Sièges |
| -------------- | ----------------------------------------------- | ------------ | ------------ | ----------- | ----------- | ------ |
|                | Union des démocrates pour la Ve République      | 83 262       | 29,65        | 85 659      | 37,93       | 2      |
|                | Républicains indépendants                       | 17 973       | 6,4          | 27 574      | 12,21       | 1      |
|                | Divers droite (gaulliste)                       | 5 432        | 1,93         |             |             | 0      |
|                | Union des républicains de progrès               | 106 667      | 37,99        | 113 233     | 50,14       | 3      |
|                |                                                 |              |              |             |             |        |
|                | Section française de l'Internationale ouvrière  | 22 009       | 7,84         | Retrait     | Retrait     | 0      |
|                | Convention des institutions républicaines       | 18 187       | 6,48         | 31 740      | 14,05       | 0      |
|                | Parti radical                                   | 6 100        | 2,17         | Retrait     | Retrait     | 0      |
|                | Fédération de la gauche démocrate et socialiste | 46 296       | 16,49        | 31 740      | 14,05       | 0      |
|                |                                                 |              |              |             |             |        |
|                | Parti communiste français                       | 93 349       | 33,24        | 80 860      | 35,81       | 2      |
|                | Progrès et démocratie moderne                   | 27 075       | 9,64         | Retrait     | Retrait     | 0      |
|                | Parti socialiste unifié                         | 3 968        | 1,41         |             |             | 0      |
|                | Mouvement jeune révolution                      | 3 456        | 1,23         | 0           |             |        |
|                |                                                 |              |              |             |             |        |
| Inscrits       | Inscrits                                        | 346 373      | 100,00       | 289 310     | 100,00      | 5      |
| Abstentions    | Abstentions                                     | 59 760       | 17,25        | 54 225      | 18,74       |        |
| Votants        | Votants                                         | 286 613      | 82,75        | 235 085     | 81,26       |        |
| Blancs et nuls | Blancs et nuls                                  | 5 802        | 2,02         | 9 252       | 3,94        |        |
| Exprimés       | Exprimés                                        | 280 811      | 97,98        | 225 833     | 96,06       |        |

### Résultats par circonscription

#### Première circonscription (Pontoise - L'Isle-Adam)
| Candidat       | Candidat               | Parti                     | Premier tour | Premier tour | Second tour | Second tour |  |
| Candidat       | Candidat               | Parti                     | Voix         | %            | Voix        | %           |  |
| -------------- | ---------------------- | ------------------------- | ------------ | ------------ | ----------- | ----------- |  |
|                | Michel Poniatowski élu | RI                        | 17 973       | 33,89        | 27 574      | 53,96       |  |
|                | Jacqueline Hochberg    | PCF                       | 15 150       | 28,57        | 23 524      | 46,04       |  |
|                | René Allombert         | FGDS (SFIO)               | 8 241        | 15,54        | Retrait     | Retrait     |  |
|                | Jean Teitgen           | CD (PDM)                  | 6 232        | 11,75        |             |             |  |
|                | Albert Viville         | Divers droite (Gaulliste) | 5 432        | 10,24        |             |             |  |
|                |                        |                           |              |              |             |             |  |
| Inscrits       | Inscrits               | Inscrits                  | 65 613       | 100,00       | 65 609      | 100,00      |  |
| Abstentions    | Abstentions            | Abstentions               | 11 255       | 17,15        | 12 074      | 18,4        |  |
| Votants        | Votants                | Votants                   | 54 358       | 82,85        | 53 535      | 81,6        |  |
| Blancs et nuls | Blancs et nuls         | Blancs et nuls            | 1 330        | 2,45         | 2 437       | 4,55        |  |
| Exprimés       | Exprimés               | Exprimés                  | 53 028       | 97,55        | 51 098      | 95,45       |  |

#### Deuxième circonscription (Cormeilles - Taverny)
| Candidat       | Candidat            | Parti          | Premier tour | Premier tour | Second tour | Second tour |  |
| Candidat       | Candidat            | Parti          | Voix         | %            | Voix        | %           |  |
| -------------- | ------------------- | -------------- | ------------ | ------------ | ----------- | ----------- |  |
|                | Jacques Richard élu | UD-Ve          | 16 389       | 38,68        | 20 437      | 50,76       |  |
|                | Claude Weber        | PCF            | 13 381       | 31,58        | 19 825      | 49,24       |  |
|                | André Cancelier     | CD (PDM)       | 6 498        | 15,34        | Retrait     | Retrait     |  |
|                | Pierre Simon        | FGDS (Radical) | 6 100        | 14,4         | Retrait     | Retrait     |  |
|                |                     |                |              |              |             |             |  |
| Inscrits       | Inscrits            | Inscrits       | 52 360       | 100,00       | 52 282      | 100,00      |  |
| Abstentions    | Abstentions         | Abstentions    | 9 203        | 17,58        | 10 252      | 19,61       |  |
| Votants        | Votants             | Votants        | 43 157       | 82,42        | 42 030      | 80,39       |  |
| Blancs et nuls | Blancs et nuls      | Blancs et nuls | 789          | 1,83         | 1 768       | 4,21        |  |
| Exprimés       | Exprimés            | Exprimés       | 42 368       | 98,17        | 40 262      | 95,79       |  |

#### Troisième circonscription (Argenteuil - Bezons)
|                  | Léon Feix élu  | PCF            | 26 612 | 57,6   |  |  |  |
|                  | Jean Defresne  | UD-Ve          | 13 871 | 30,02  |  |  |  |
|                  | Gilles Dautun  | FGDS (CIR)     | 5 720  | 12,38  |  |  |  |
|                  |                |                |        |        |  |  |  |
| Inscrits         | Inscrits       | Inscrits       | 56 961 | 100,00 |  |  |  |
| Abstentions      | Abstentions    | Abstentions    | 9 733  | 17,09  |  |  |  |
| Votants          | Votants        | Votants        | 47 228 | 82,91  |  |  |  |
| Blancs et nuls   | Blancs et nuls | Blancs et nuls | 1 025  | 2,17   |  |  |  |
| Exprimés         | Exprimés       | Exprimés       | 46 203 | 97,83  |  |  |  |
| Source : CEVIPOF |                |                |        |        |  |  |  |

#### Quatrième circonscription (Montmorency - Enghien)
| Candidat         | Candidat                 | Parti          | Premier tour | Premier tour | Second tour | Second tour |  |
| Candidat         | Candidat                 | Parti          | Voix         | %            | Voix        | %           |  |
| ---------------- | ------------------------ | -------------- | ------------ | ------------ | ----------- | ----------- |  |
|                  | René Ribière élu         | UD-Ve          | 27 790       | 42,22        | 31 981      | 50,17       |  |
|                  | Jeannette Vanderschooten | PCF            | 13 006       | 19,76        | 22          | 0,03        |  |
|                  | Léon Hovnanian           | FGDS (CIR)     | 12 467       | 18,94        | 31 740      | 49,79       |  |
|                  | André Petit              | CD (PDM)       | 8 590        | 13,05        | Retrait     | Retrait     |  |
|                  | Roger Leroy              | PSU            | 3 968        | 6,03         |             |             |  |
|                  |                          |                |              |              |             |             |  |
| Inscrits         | Inscrits                 | Inscrits       | 80 980       | 100,00       | 80 968      | 100,00      |  |
| Abstentions      | Abstentions              | Abstentions    | 14 033       | 17,33        | 15 210      | 18,79       |  |
| Votants          | Votants                  | Votants        | 66 947       | 82,67        | 65 758      | 81,21       |  |
| Blancs et nuls   | Blancs et nuls           | Blancs et nuls | 1 126        | 1,68         | 2 015       | 3,06        |  |
| Exprimés         | Exprimés                 | Exprimés       | 65 821       | 98,32        | 63 743      | 96,94       |  |
| Source : CEVIPOF |                          |                |              |              |             |             |  |

#### Cinquième circonscription (Sarcelles - Garges-lès-Gonesse)
| Candidat         | Candidat          | Parti          | Premier tour | Premier tour | Second tour | Second tour |  |
| Candidat         | Candidat          | Parti          | Voix         | %            | Voix        | %           |  |
| ---------------- | ----------------- | -------------- | ------------ | ------------ | ----------- | ----------- |  |
|                  | Louis Vallon      | UD-Ve          | 25 212       | 34,35        | 33 241      | 47          |  |
|                  | Henry Canacos élu | PCF            | 25 200       | 34,34        | 37 489      | 53          |  |
|                  | Paul Mazurier     | FGDS (SFIO)    | 13 768       | 18,76        | Retrait     | Retrait     |  |
|                  | Bernard Diethelm  | CD (PDM)       | 5 755        | 7,84         |             |             |  |
|                  | Michel Marbach    | ARLP           | 3 456        | 4,71         |             |             |  |
|                  |                   |                |              |              |             |             |  |
| Inscrits         | Inscrits          | Inscrits       | 90 459       | 100,00       | 90 451      | 100,00      |  |
| Abstentions      | Abstentions       | Abstentions    | 15 536       | 17,17        | 16 689      | 18,45       |  |
| Votants          | Votants           | Votants        | 74 923       | 82,83        | 73 762      | 81,55       |  |
| Blancs et nuls   | Blancs et nuls    | Blancs et nuls | 1 532        | 2,04         | 3 032       | 4,11        |  |
| Exprimés         | Exprimés          | Exprimés       | 73 391       | 97,96        | 70 730      | 95,89       |  |
| Source : CEVIPOF |                   |                |              |              |             |             |  |